# 금정구의회
금정구의회는 부산광역시 금정구 지역을 관할하는 기초의회이다.